# Penicillium janthinellum
Penicíllium janthinéllum (лат.) — вид несовершенных грибов (телеоморфная стадия неизвестна), относящийся к роду Пеницилл (Penicillium). Типовой вид секции Lanata-divaricata.
Весьма изменчивый по макроморфологии (главным образом, по пигментации и интенсивности спороношения) и микроморфологии вид, который определяют как «наиболее трудно описываемый из всех существующих видов пеницилла».

## Описание
Колонии на агаре Чапека пушистые, иногда радиально складчатые, бледно-серые до сизовато-серых, затем с тускло-светло-жёлтыми, оранжево-красными, редко пурпурово-винными тонами в мицелии. Реверс яркий жёлто-зелёный, оранжевый, оранжево-красный, каштаново-коричневый, пурпурово-красный, после многократного культивирования нередко намного более бледный. Иногда образуются капли неокрашенного или жёлтого экссудата. На CYA колонии достигают диаметра 3,5—5 см за 7 дней, радиально складчатые, с белым, сероватым, бежевым, желтоватым или розоватым мицелием. Спороношение от очень слабо выраженного до среднеобильного, в серо-зелёных тонах. Иногда образуется бесцветный до коричневого экссудат, иногда выделяется в среду красно-коричневый водорастворимый пигмент. Реверс светло-жёлтый, жёлто-коричневый, красно-коричневый, иногда тёмно-зелёный. На агаре с солодовым экстрактом (MEA) колонии шерстистые, менее густые, с белым или бежевым мицелием, иногда с жёлтым или коричневым растворимым пигментом; реверс светлый, коричневатый, насыщенно-коричневый, тёмно-зелёный, розовый или, особенно в центре, ярко-красный.
При 5 °C иногда происходит прорастание спор, однако колонии обычно не развиваются. При 37 °C на CYA образуются колонии диаметром 1—3 см на 7-е сутки, сходные с развивающимися при более низких температурах.
Конидиеносцы двухъярусные, обыкновенно с дополнительными интеркалярными метулами (иногда также имеются отчётливо одноярусные конидиеносцы), гладкостенные, 200—400 мкм длиной (если отходят от воздушного мицелия, то 30—70 мкм длиной), на верхушке с неправильным пучком из 2—3 метул. Фиалиды фляговидные, 7—11 мкм длиной, с узкой, довольно длинной шейкой. Конидии обычно шаровидные, иногда грушевидные или эллиптические, 2,2—3 мкм в диаметре, гладкостенные до слабо шероховатых, в неправильных цепочках.

### Отличия от близких видов
Определяется по часто слабо спороносящим колониям, быстро растущим при 25 °C и нормально растущим при 37 °C, двухъярусным кисточкам с нередкими неправильно расположенными интеркалярными метулами, тонким длинным ножкам конидиеносцев, фиалидам с длинной шейкой и гладким или едва шероховатым конидиям.

## Экология и значение
Повсеместно распространённый почвенный гриб, изредка выделяемый в качестве загрязнителя с самых разнообразных субстратов.
Продуцент нейротоксичных веществ — янтитремов.

## Таксономия
Видовой эпитет происходит от лат. ianthinus — «фиолетовый» и уменьшительного суффикса -ellus.
Penicillium janthinellum Biourge, La Cellule 33: 258 (1923).